# كركهم هيث (باركشير)
كركهم هيث (بالإنجليزية: Crockham Heath)‏ هي قرية تقع في المملكة المتحدة في جنوب شرق إنجلترا.